# Charles Lock Eastlake

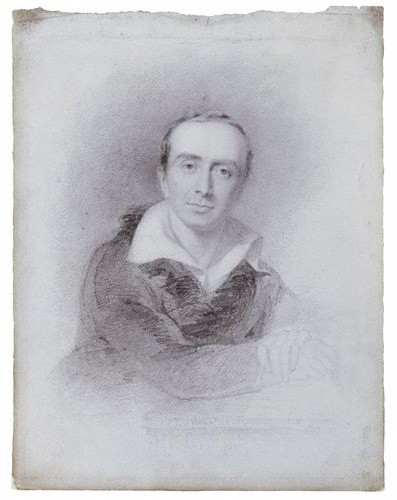
Charles Eastlake num desenho a lápis por John Partridge, 1825.

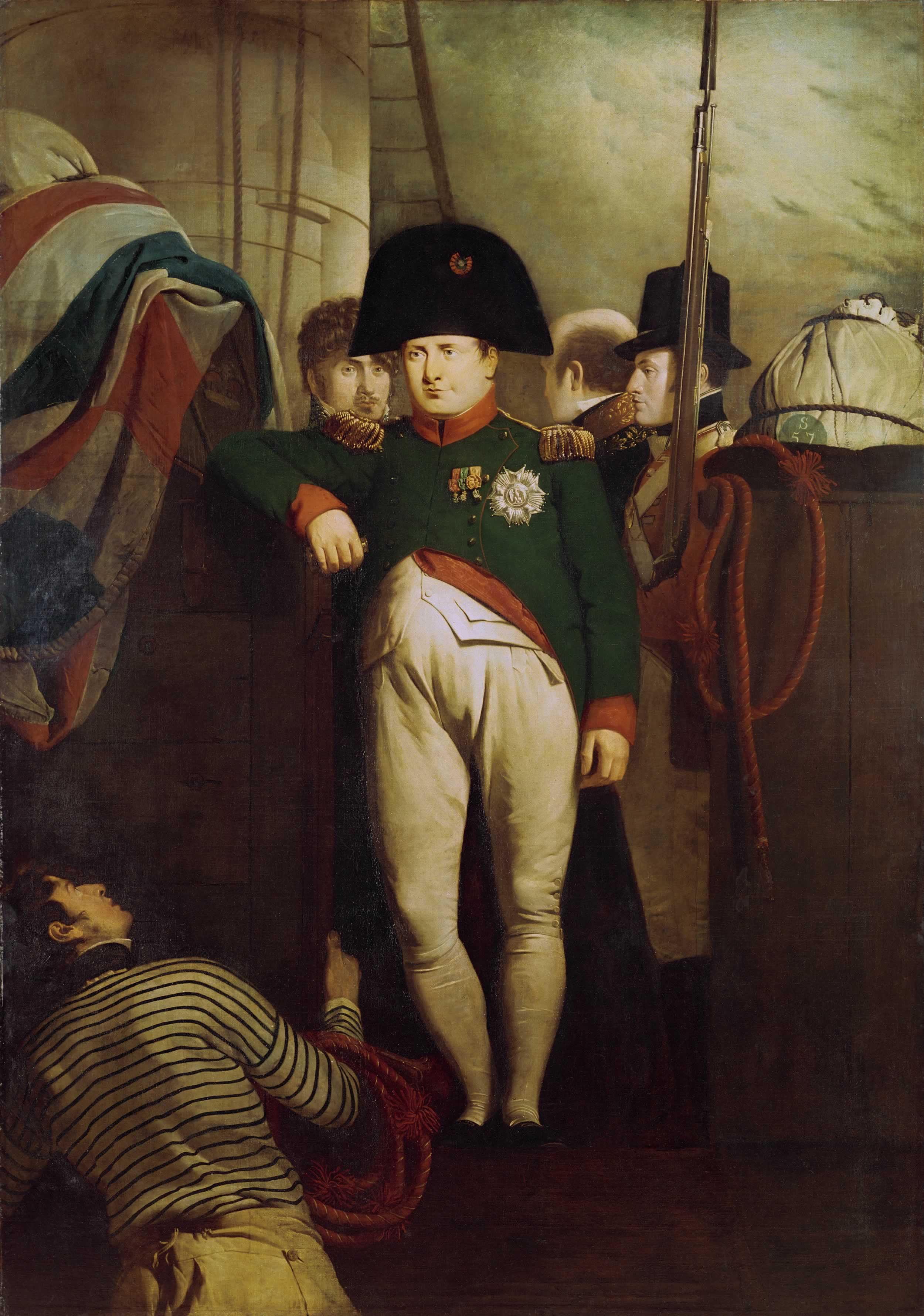
Napoleão no Bellerophon, 1815.

Charles Lock Eastlake PRA (Plymouth, 17 de novembro de 1793 – Pisa, 24 de dezembro de 1865) foi um pintor inglês, director de galeria, coleccionador e escritor do final do século XIX. Eastlake foi presidente da Academia Real Inglesa e, entre 1850 e 1865, da Royal Birmingham Society of Artists.

## Obras publicadas
- Materials for a History of Oil Painting (1847).
- Contributions to the Literature of the Fine Arts (1848).